# Eliteserien 2008-2009 (calcio a 5)
La Eliteserien 2008-2009 – nota anche come NFF Telekiosken Futsal Liga per ragioni di sponsorizzazione – è stato il 1º campionato ufficiale norvegese di calcio a 5. La vittoria finale è andata al Nidaros, che ha chiuso l'annata davanti al KFUM Oslo Futsal e all'Holmlia. Harstad e Bogstadveien sono invece retrocesse.

## Classifica
|  | Pos. | Squadra        | Pt | G  | V  | N | P  | GF  | GS  | DR  |
|  | ---- | -------------- | -- | -- | -- | - | -- | --- | --- | --- |
|  | 1.   | Nidaros        | 45 | 18 | 15 | 0 | 3  | 127 | 63  | +64 |
|  | 2.   | KFUM Oslo      | 40 | 18 | 13 | 1 | 4  | 86  | 49  | +37 |
|  | 3.   | Holmlia        | 37 | 18 | 12 | 1 | 5  | 99  | 81  | +18 |
|  | 4.   | Vegakameratene | 34 | 18 | 11 | 1 | 6  | 96  | 66  | +30 |
|  | 5.   | Sandefjord     | 27 | 18 | 9  | 0 | 9  | 79  | 76  | +3  |
|  | 6.   | Solør          | 22 | 18 | 7  | 1 | 10 | 68  | 77  | -9  |
|  | 7.   | Horten         | 20 | 18 | 6  | 2 | 10 | 74  | 102 | -28 |
|  | 8.   | Fyllingsdalen  | 16 | 18 | 5  | 1 | 12 | 61  | 105 | -44 |
|  | 9.   | Harstad        | 12 | 18 | 3  | 3 | 12 | 66  | 101 | -45 |
|  | 10.  | Bogstadveien   | 12 | 18 | 4  | 0 | 14 | 63  | 99  | -36 |